# 在日インドネシア人

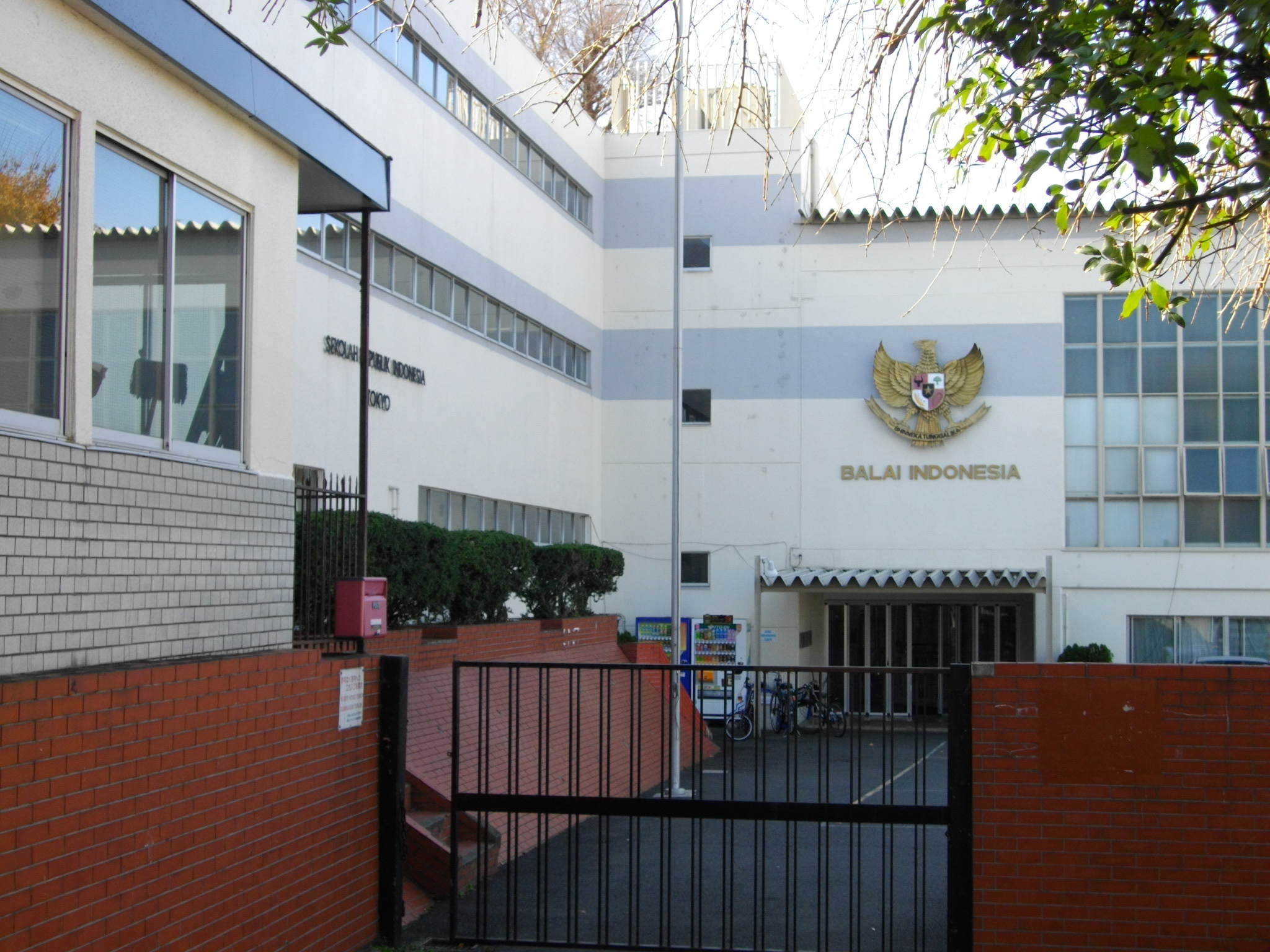
東京インドネシア共和国学校 (Sekolah Republik Indonesia Tokyo, SRIT)

在日インドネシア人（ざいにちインドネシアじん、インドネシア語: Orang Indonesia di Jepang）は、日本に一定期間在住するインドネシア国籍の人々である。2024年末現在の在留者は199,824人。ムスリム（イスラム教徒）が多数派を占める国出身の在日外国人の中では、第1位の人口である。主にバリ島出身の人々の影響によりヒンドゥー教やキリスト教の在日インドネシア人の数も多い。

## 統計
日本の法務省の在留外国人統計によると、2023年末現在日インドネシア人は149,101人である。
在留資格別（7位まで）
| 順位 | 在留資格                 | 人数   |
| ---- | ------------------------ | ------ |
| 1    | 技能実習１号ロ           | 30,236 |
| 2    | 特定技能１号             | 25,337 |
| 3    | 技能実習２号ロ           | 18,463 |
| 4    | 技能実習３号ロ           | 8,800  |
| 5    | 永住者                   | 7,522  |
| 6    | 留学                     | 7,099  |
| 7    | 技術・人文知識・国際業務 | 5,984  |

都道府県・地方別（10位まで）
| 順位 | 都道府県 | 地方 | 人数   |
| ---- | -------- | ---- | ------ |
| 1    | 愛知     | 中部 | 10,101 |
| 2    | 東京     | 関東 | 8,617  |
| 3    | 大阪     | 近畿 | 7,573  |
| 4    | 茨城     | 関東 | 7,164  |
| 5    | 神奈川   | 関東 | 6,754  |
| 6    | 埼玉     | 関東 | 6,581  |
| 7    | 千葉     | 中部 | 5,927  |
| 8    | 静岡     | 関東 | 4,884  |
| 9    | 北海道   | 中国 | 4,289  |
| 10   | 群馬     | 近畿 | 3,832  |

## 人口分布
在日インドネシア人の年齢は、他のムスリム（イスラム）系住民より平均年齢が低い傾向にある。イランやバングラデシュ、パキスタンなど他のムスリム系出稼ぎ労働者の大部分では30代が多い のに比べて、中長期在留者・特別永住者のインドネシア人の中で最も多い年代は20～29歳（41,757人） で、インドネシア人全体の3分の2にあたる。
在日インドネシア人の居住地域は関東地方（36％）が最も多く、次いで中部地方（23％）、近畿地方（16％）が多い。その他にも全国各地に散らばっている。

## 著名な在日インドネシア人
- イルファン・バフディム - インドネシア・オランダ二重国籍のサッカー選手。インドネシア国籍初のJリーガー。
- デヴィ・スカルノ - 日系インドネシア人一世。インドネシアのスカルノ元大統領第3夫人。